# Bohadschia maculisparsa
Bohadschia maculisparsa е вид морска краставица от семейство Holothuriidae. Видът е уязвим и сериозно застрашен от изчезване.

## Разпространение и местообитание
Разпространен е в Нова Каледония.
Среща се на дълбочина около 6 m.